# Rhadinopsylla fraterna
Rhadinopsylla fraterna är en loppart som först beskrevs av Baker 1895.  Rhadinopsylla fraterna ingår i släktet Rhadinopsylla och familjen mullvadsloppor. Inga underarter finns listade i Catalogue of Life.